# Желтушка Штаудингера
Желтушка Штаудингера (лат. Colias staudingeri) — дневная бабочка рода Colias из семейства белянки.

## Этимология названия
Видовое название дано в честь в Отто Штаудингера (1830—1900) — немецкого энтомолога, создателя энтомологического каталога 1861 года.

## Описание

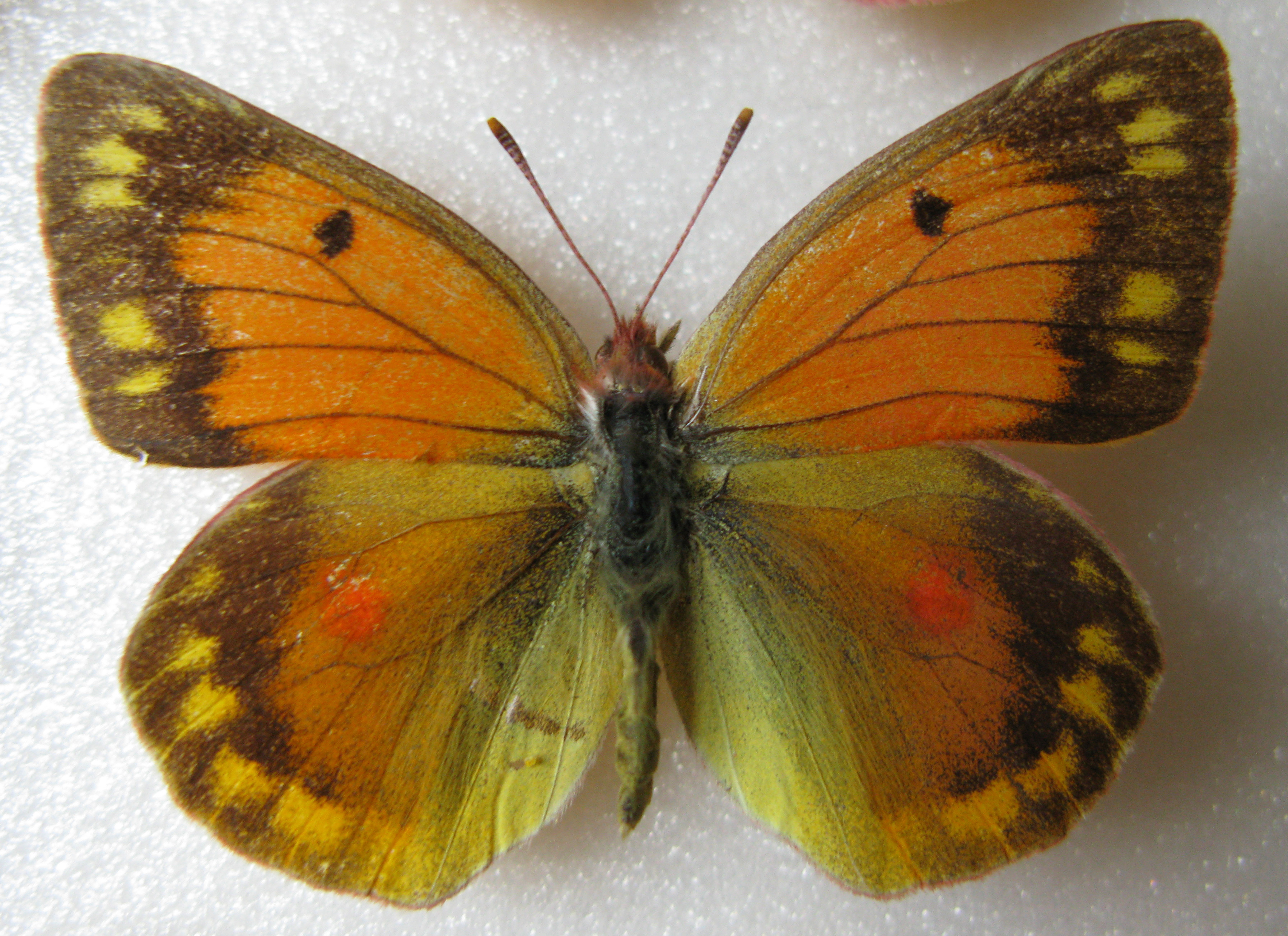
Самка

Крупная бабочка с размахом крыльев до 60 мм. Основной фон крыльев светло-оранжевый. Вдоль наружного края крыльев самцов проходит чёрная с жёлтыми жилками кайма, шириной 5-6 мм. В центральной ячейке передних крыльев располагается маленькое чёрное почковидное пятно. У самок чёрная краевая кайма заметно шире, достигает до 8 мм. На ней расположен ряд жёлтых пятен овальной формы, соединенных желтыми жилками с внешним краем. Задние крылья слегка затемнённые с крупным овальным оранжевым пятном. Чёрная краевая кайма у самцов и самок со слабым жёлтым напылением.

## Подвиды
- Colias staudingeri staudingeri
- Colias staudingeri emivittata (Verity, 1911)
- Colias staudingeri maureri (Staudinger, 1901)
- Colias staudingeri pamira (Grum-Grshimailo, 1890)

## Ареал и местообитание
Эндемик высокогорий Тянь-Шаня и Памира. Встречается на высотах 2000 — 3900 м над ур. м. Населяет зоны полуксерофильного альпийского низкотравья с примесью астрагалов.

## Биология
В год даёт одно поколение. Биология и экология не изучены. Гусеница и её кормовое растение неизвестны.